# Kärntner Grenzweg
Der Kärntner Grenzweg (häufig als KGW abgekürzt) ist ein hochalpiner Weitwanderweg, der in 45 grenznahen Etappen Kärnten umrundet.

## Verlauf
Der Weg weist eine Länge von rund 800 km auf, wobei 41.500 Höhenmeter bewältigt werden. Es gibt 62 Kontrollpunkte. An vielen Stellen wird von der Landesgrenze abgewichen, um die schwierigsten Stellen zu vermeiden, oder es werden Alternativen vorgeschlagen. Er lässt sich in drei Abschnitte gliedern:
Der Abschnitt von Bleiburg bis Rennweg folgt in 11 Etappen hauptsächlich der Koralm und dem Hauptkamm der Nockberge und wird als mittelschwer angegeben; dies ist somit der einfachste der drei Abschnitte.
Der Abschnitt von Rennweg zum Iselsberg folgt zunächst in 15 Etappen dem Tauernhauptkamm und quert dann die Schobergruppe. Er wird als sehr schwer angegeben.

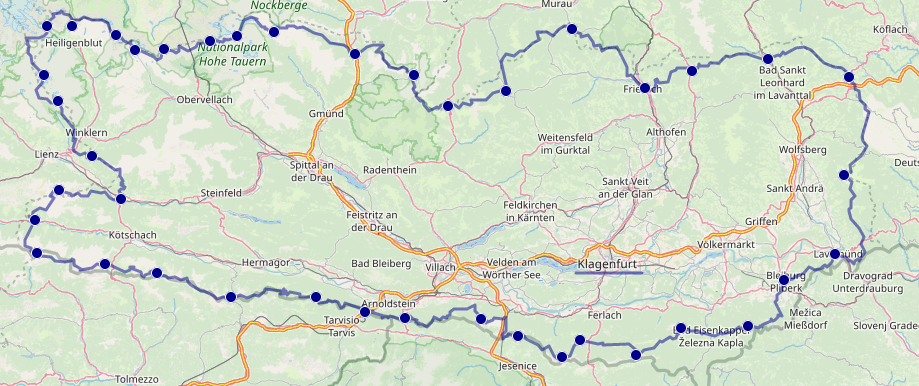
Verlauf und Etappen

Der Abschnitt vom Iselsberg nach Bleiburg quert zunächst durch Kreuzeckgruppe und Lienzer Dolomiten, um schließlich dem Hauptkamm der Karnischen Alpen sowie der Karawanken zu folgen. Er wird als schwer angegeben und umfasst 19 Etappen.

## Überdeckungen mit anderen Wegen
Da vollständig auf vorhandene Wege zurückgegriffen wurde, gibt es Überdeckungen mit einigen herausragenden Wegen:
- Zwischen dem Martinihof in Latschach am Faaker See und der slowenischen Grenze, westlich der Potočka zijavka (Bärenhöhle), verläuft auch der Julius Kugy Alpine Trail, Etappen 30 und 1 bis 4 (ÖAV/Landesverband Kärnten).
- In den Karnischen Alpen deckt er sich mit dem Karnischen Höhenweg.
- In den hohen Tauern gibt es Deckungen mit dem Klagenfurter Jubiläumsweg, dem Tauernhöhenweg und dem Zentralalpenweg.

## Geschichte

Kärntner Flagge

Der Weg wurde 1985 angelegt. Spiritus Rector war Karl Preininger, der zeitgleich beim Klagenfurter Verlag Johannes Heyn einen Führer veröffentlichte (ISBN 978-3-85366-446-9; Überarbeitung 2004: ISBN 978-3-7084-0129-4). Finanzieller Sponsor war die Kärntner Sparkasse, die das Projekt mit ihrem 150. Bestandsjubiläum verband. Tätige Unterstützung erhielt das Projekt durch den Betriebssportverein der Sparkasse sowie durch Mitglieder des Österreichischen Alpenvereins. Bei der Anlage wurde auf bestehende Wege zurückgegriffen, weshalb man auch auf eine Wegnummer verzichtete. Es wurde jedoch für eine durchgängige rot-weiß-rote Markierung gesorgt. Sukzessive wurde der Weg auch mit Tafeln in den Landesfarben Gelb – Rot – Weiß markiert.
Die feierliche Eröffnung erfolgte am 9. Juni 1985 auf dem Bleiburger Hauptplatz durch Landeshauptmann Leopold Wagner.
2016 legte Styria Regional einen neuen Führer von Alexander Schlick auf (ISBN 978-3-7012-0189-1).